# بورصة أبوجا
تعد سوق أبوجا للسلع والأوراق المالية (إلى جانب البورصة النيجيرية ) واحدة من اثنين من البورصات الرئيسية في نيجيريا. تقع في أبوجا، عاصمة البلاد، وقد تم تأسيسها في عام 1998.
وتشارك في المقام الأول في تجارة السلع الأساسية مثل الذرة والذرة الرفيعة والدخن ، بدلا من التداول في الأوراق المالية مثل السندات وأسهم الشركة.